# Ácido floroglucínico
Ácido floroglucínico ou ácido 2,4,6-tri-hidroxibenzóico ou ácido floroglucinol carboxílico, é um Ácido tri-hidroxibenzoico, um tipo de ácido fenólico. É um produto da degradação da catequina excretada pela bactéria Acinetobacter calcoaceticus, uma espécie de bactéria parte da flora normal do corpo humano . É também encontrada em vinhos.